# Бухфарт
Бухфарт (нім. Buchfart) — громада в Німеччині, розташована в землі Тюрингія. Входить до складу району Ваймарер-Ланд. Складова частина об'єднання громад Меллінген.
Площа — 7,20 км2. Населення становить 197 ос. (станом на 31 грудня 2021).

## Галерея

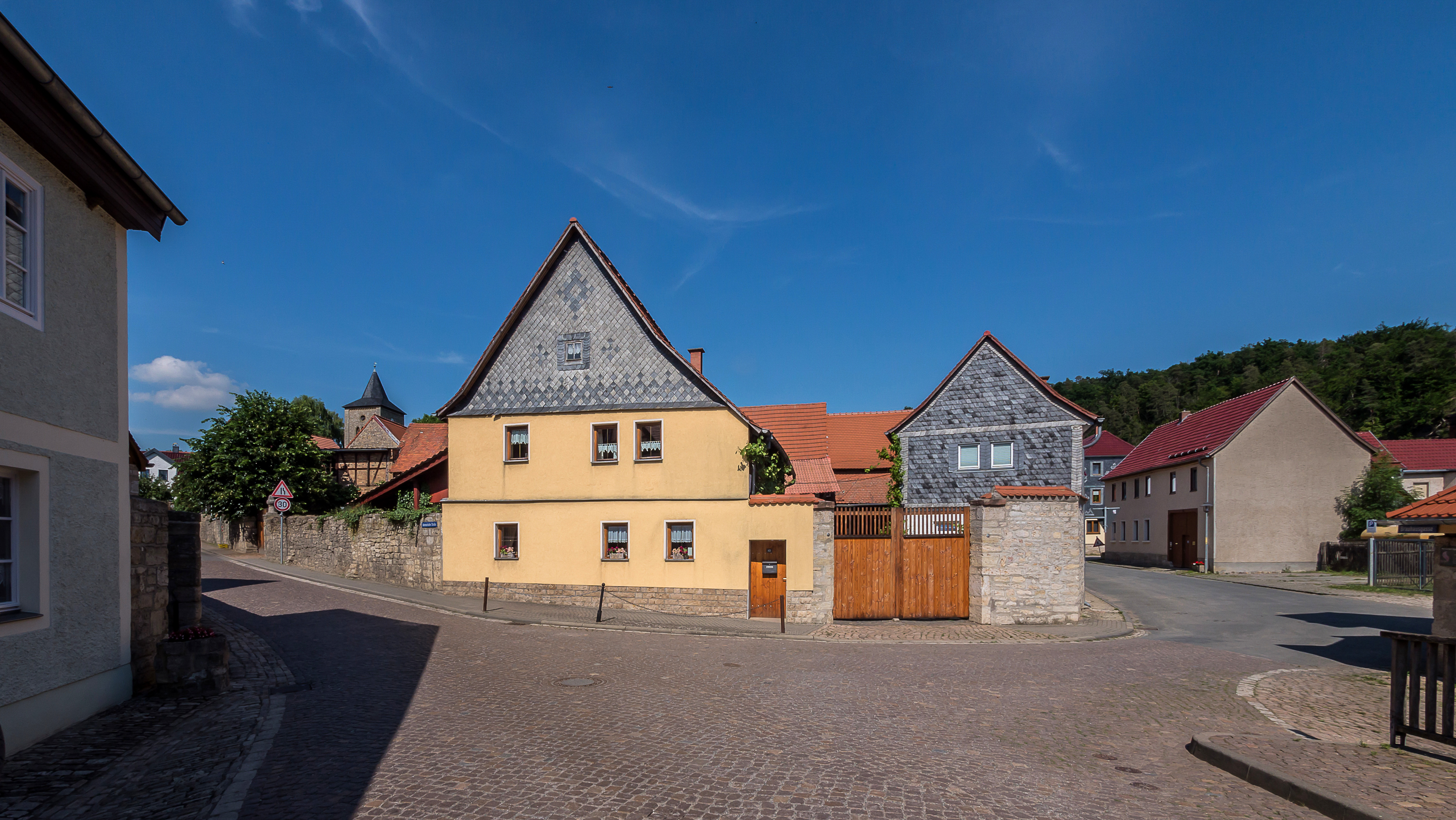